# Arnold Stadler

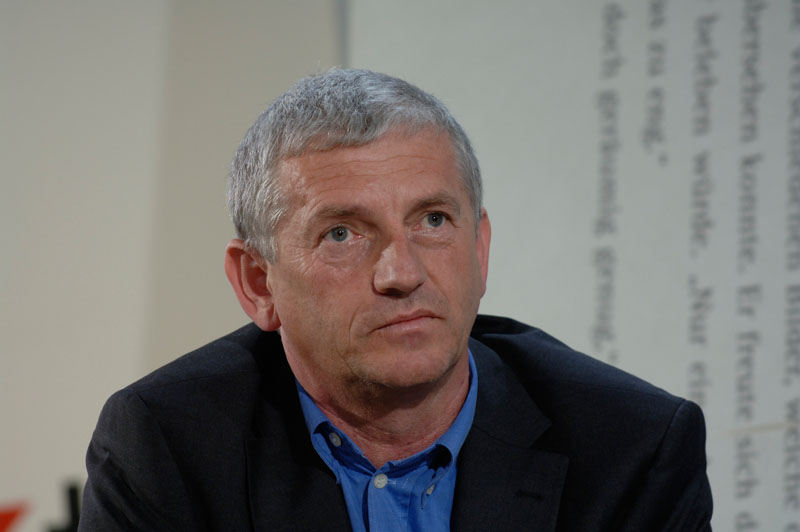
Stadler vid bokmässan i Frankfurt 2005

Arnold Stadler, född 9 april 1954 i Messkirch, är en tysk romanförfattare, essäist och översättare. Han studerade katolsk teologi i München, Rom och Freiburg och romandebuterade 1989. Hans romaner är ofta lätt självbiografiska och skrivna med en ironisk ton.
Han tilldelades Georg Büchner-priset 1999 och Kleistpriset 2009.